# Feiurdeni, Cluj
Feiurdeni (mai demult Feiurd, în maghiară Fejérd) este un sat în comuna Chinteni din județul Cluj, Transilvania, România.

## Aspecte generale
Satul este situat la 17 km nord de Cluj, așezat pe fundul căldării, ce se adâncește între Fânațele Clujului și satele Pădureni, Satul Lung, Borșa și Câmpenești. 
Prin mijlocul satului curge Pârâul Feiurdenilor, care la Jucu se varsă în Someșul Mic. 
Locurile din apropierea satului au nume românești: Cot, Sub Pădure, Ulița Mare, Dâmbul Popii, Șes, Țelini, Dos, Față, Deal, Curmatura, Calea Borșii, Calea Giulii, Calea Clujului; iar hotarele mai depărtate de sat sunt ungurești: Nyerges, Telek, Kecskevára, Meleg, Hideg, Selyem, Torna, Ambra-völgy.

## Legendă
Legenda spune că pe vremea Hulilor satul Feiurdeni era situat in partea dinspre răsărit unde astăzi este comuna Câmpenești. La vestea ca vin Hulii si prăpădesc tot in cale, poporul speriat se hotărăște să își părăsească locuințele din apropierea șoselei și să se refugieze in matca pârâului, in sus, înspre apus, unde erau pe atunci păduri seculare. Aici lângă izvorul pârâului, decid să se așeze. Își fac la repezeală bordeie din pământ, le acoperă cu trunchiuri mari de copaci peste care aruncă glii de pajiște; și noile locuințe numite hrube erau gata. Astfel au putut scăpa de urgia hulilor și au întemeiat satul de astăzi.

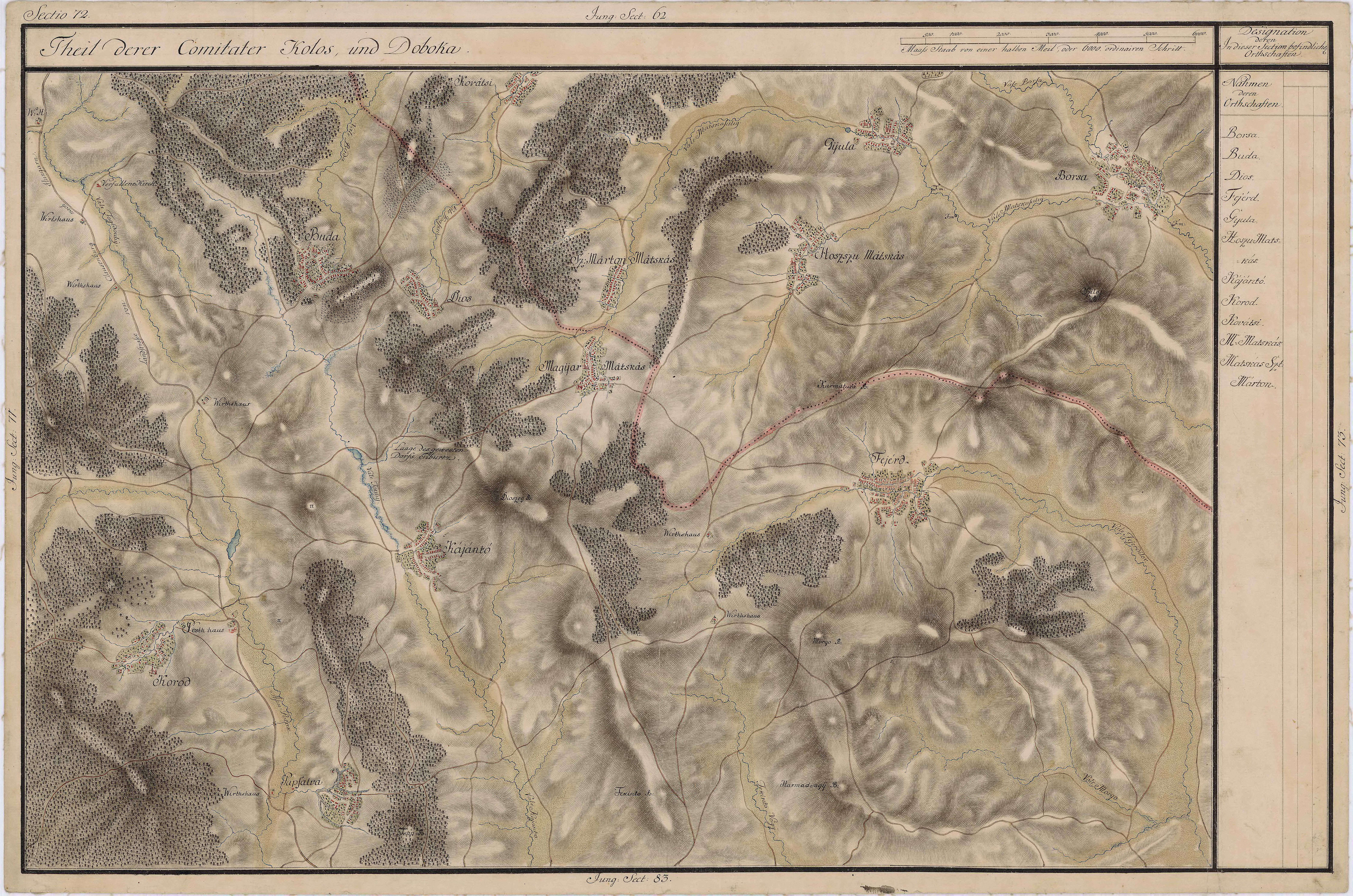
Feiurdeni pe Harta Iosefină a Transilvaniei, 1769-73

## Istoric
Comuna a fost întemeiată pe la mijlocul secolului al XIII-lea, cea mai veche diplomă în care se pomenește numele comunei este din 1314 și se află în arhiva de stat din Budapesta sub numărul 28715.
Numele comunei apare în Evul Mediu sub următoarele forme:
- Villa Feyerd
- Terra Feyrd
- Possesion Feird
- Fyerd
-Feyerd
-Veyerd
-Pheyerd
În timpul stăpânirii maghiare se numea Fejérd iar românii îi ziceau Feiurd. După unirea Transilvaniei cu România, numele a fost schimbat în Feiurdeni.
Proprietarul Feiurdului din anul 1326 era fiul voievodului maramureșean, Nicolaie. Cu 50 de ani mai târziu în anul 1377 după cum aflăm într-o diplomă eliberată de Ludovic de Anjou, fiul lui Carol Robert, în 25 mai 1377 din Târgul Secuiesc, comuna Feiurdeni era proprietatea lui "Ioan Fiul Banului Simion". Ceilalți proprietari sunt fără îndoială maghiari. 
Fiul lui Sanislău Báthori a fost introdus în posesiunea Feiurdului în anul 1409. Între anii 1450, 1460 fii lui Sanislău Bathory, amanetează proprietatea Fejèrd lui Ștefan Forgolan, fiul lui Nicolae Magnus care ajungând proprietarul comunei primește nobilimea cu pronumele de "Fejèrdi" dar în 1467 fiind dizgrațiat ii se ia proprietatea. 
În anul 1468 donează o parte din proprietatea lui protopopului de Târnava și canonic de Alba-Iulia Nicolae, și fraților acestuia. În anul 1470 regele Matia donează și cealaltă parte din fosta proprietate a lui Ștefan. În acest act de donație regele spune că locuitorii acestei comune să se bucure de toate drepturile pe care le au locuitorii Clujului. Aici se înșiră de asemenea și din ce anume se compun acele proprietăți: pământuri arătoare, lucrate și nelucrate, din ogoare, livezi, pășuni, fânețe, păduri, vii, podgorii, dealuri, văi, ape și râuri, piscine, locuri de pescuit și mori. 
În următoarele secole posesiunea Feiurdului se schimbă des. Printre proprietari amintim: văduva lui Toma Sombori fiica lui Ioan Bathori, și fetele lui Ladislau Bathori; primarul Clujului, Ambrosiu Szabo; familia Báthori Miklós; Gábor Sombori s.a.m.d.
Anul 1805 a fost unul dintre cei mai nefericiți. Au căzut ploi multe, iar în timpul secerii a nins. Iar anul 1816, 1817 a fost o foamete generală în Ardeal, aceasta afectând și comunitatea din satul Feiurdeni.
În 1821 proprietar era Br. Wesselényi Farkas, care a construit un castel frumos de cărămidă în stilul renașterii. Castelul era așezat cu fața spre apus, pe șase scări de piatră frumos cioplite te urcai într-o verandă spațioasă de unde urcai într-o sală mare în care era o sobă uriașă de teracotă albă. Din ea se deschideau două uși. Cea a stăpânului și cea a doamnei. În palat mai era și o capelă. În spatele acestuia era un parc de stejari, ulmi și brazi uriași, și o grădină cu pomi. Părăsit de stăpâni palatul s-a ruinat în jurul anilor 1900.
La Revoluția din 1848, singurul nume care apare este al unui student de 16 ani Simion Petean, devenit mai târziu preot în Juc.
Prima Școală deschisă după 1848 l-a avut ca profesor pe Vasile Pop, care știa Românește, Nemțește și Ungurește. 
În 1872 a fost un foc mare, care a distrus toate gospodăriile de pe Ulița Mare.
În 1870 s-a făcut cea mai mare comasare a hotarului, care a rămas până în zilele noastre.
În 1893 satul a fost pustiit de holeră, aceasta secerând multe vieți omenești.
După 1899, cea mai mare proprietară a pământului a fost văduva Contesa Clem Karacsay care și-a parcelat și vândut moșia sa țăranilor din sat (1904-1906). Tot în acea vreme mai trăiau în sat și doi frați evrei.

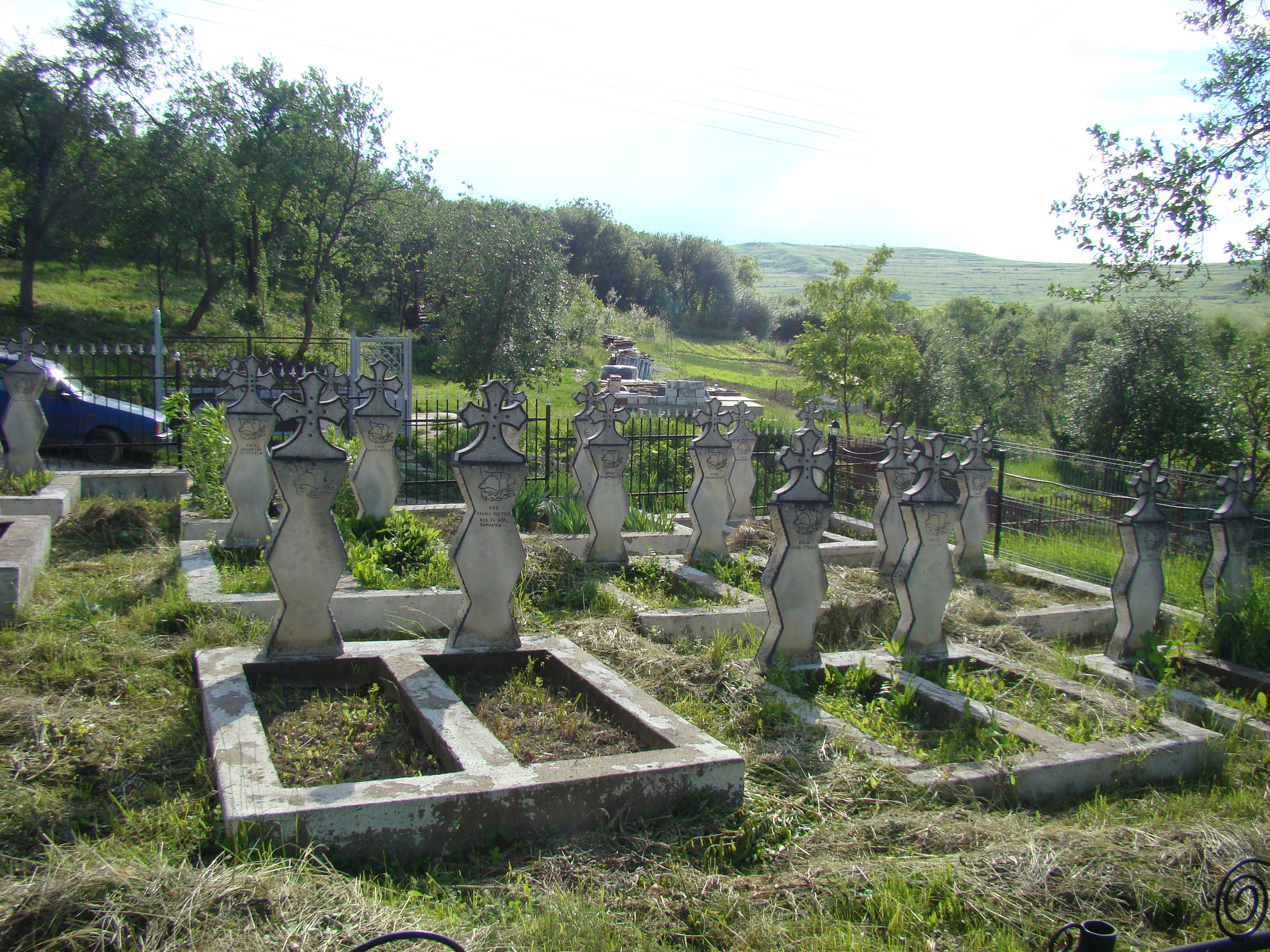
Cimitirul Eroilor Români din cel De-al Doilea Război Mondial amplasat în curtea Bisericii Ortodoxe

## Lăcașuri de cult
- Biserica românească „Sfinții Arhangheli Mihail și Gavriil” (monument istoric)
- Biserica Reformată-Calvină (1889), în care au fost folosite pietre gata fasonate, preluate din vechea biserică medievală gotică demolată.

## Obiectiv memorial
Cimitirul Eroilor Români din cel De-al Doilea Război Mondial, construit în anul 1944, este amplasat în curtea Bisericii Ortodoxe. Acesta are o suprafață de 200 mp. În acest cimitir sunt înhumați 22 de eroi, dintre care 9 cunoscuți și 13 necunoscuți, în morminte individuale.

## Personalități
- András Benkő (1923-2001), istoric muzical.

## Galerie de imagini

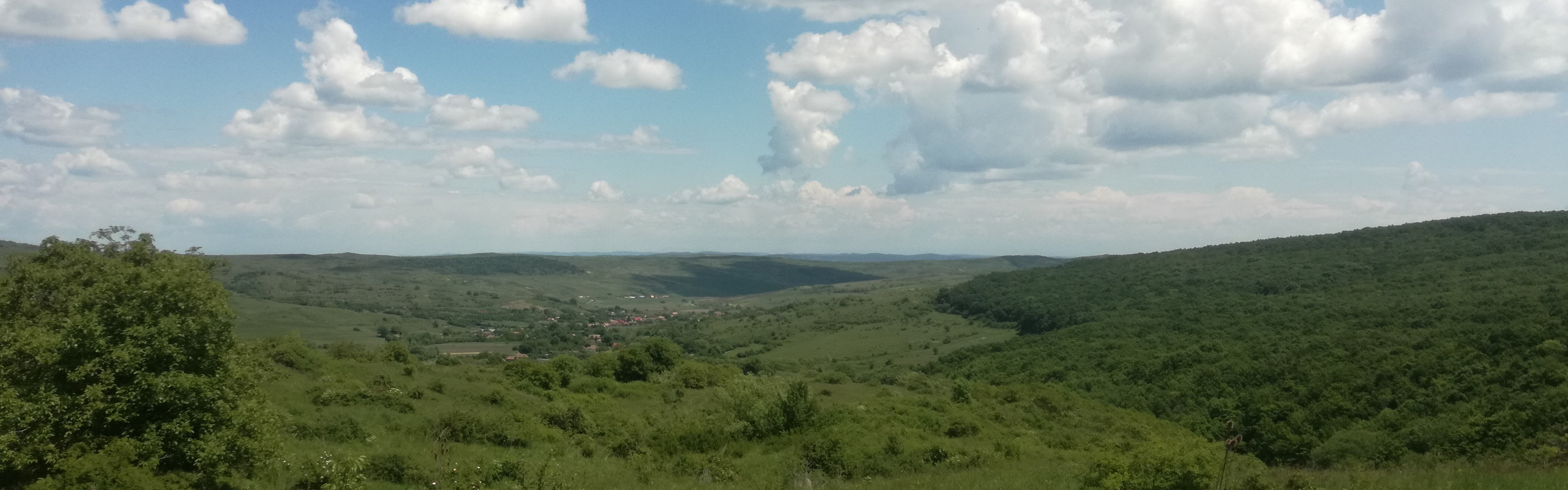
Panorama Feiurdeni, valea Feiurdului
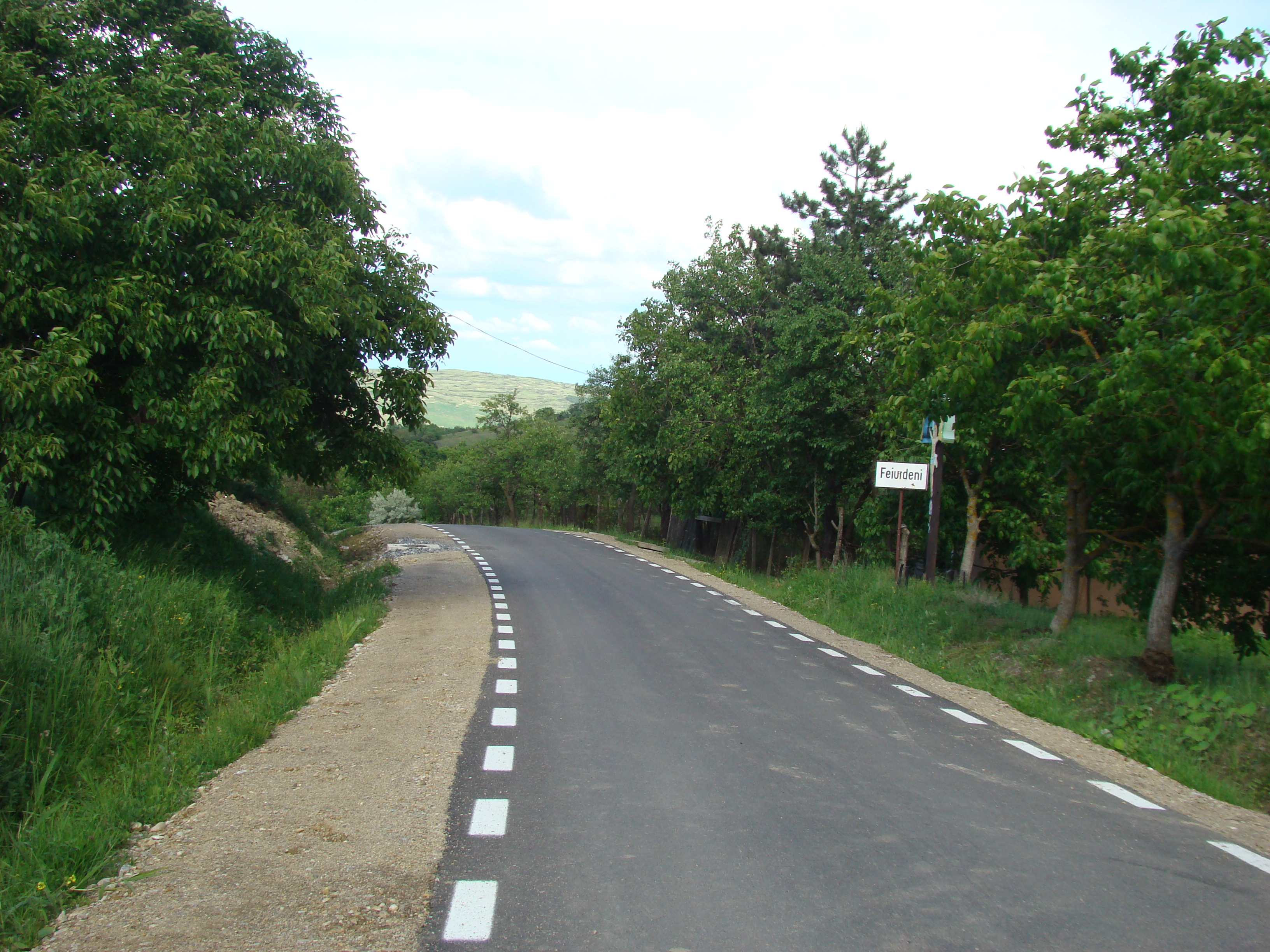
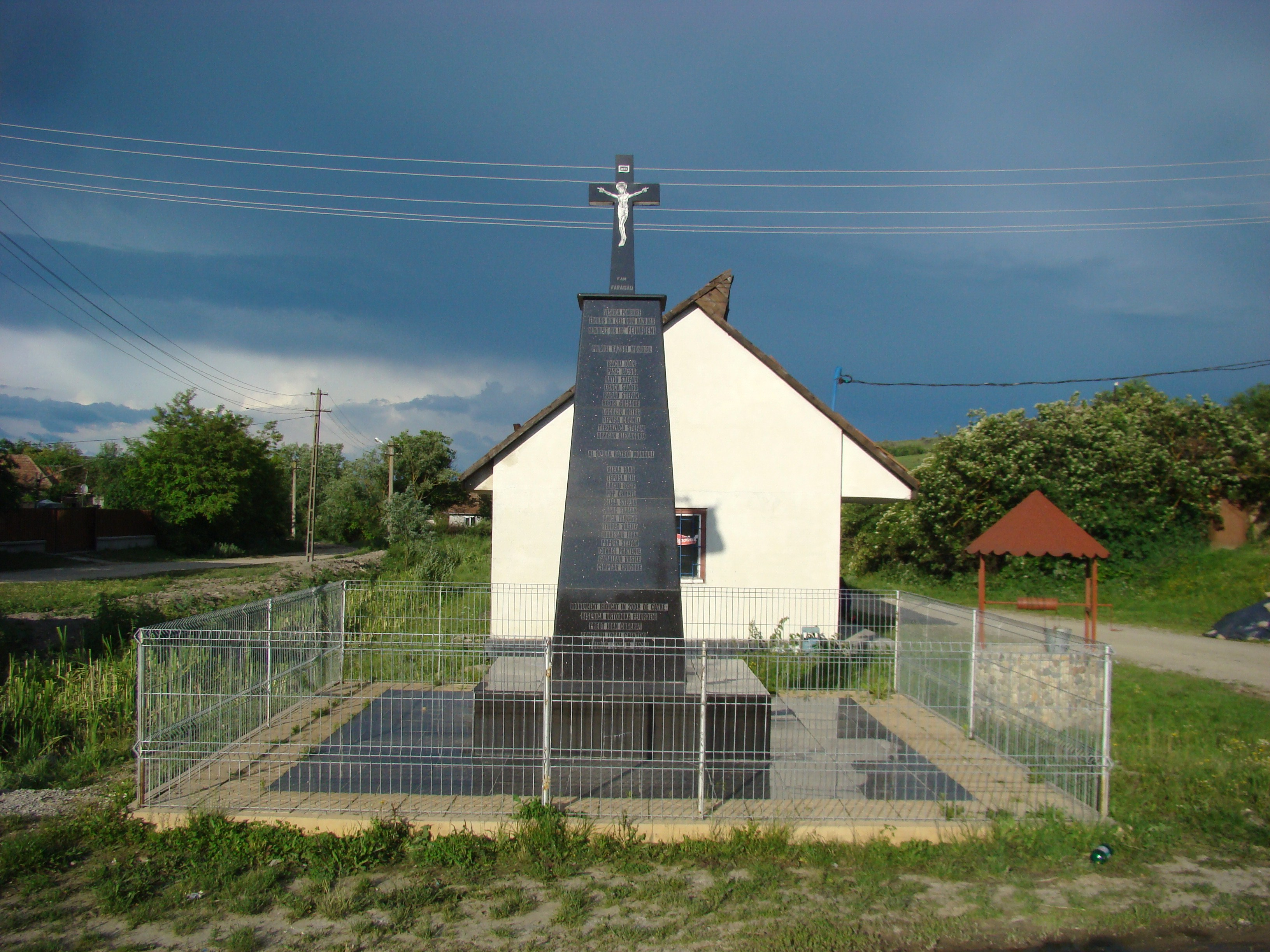
Monumentul Eroilor
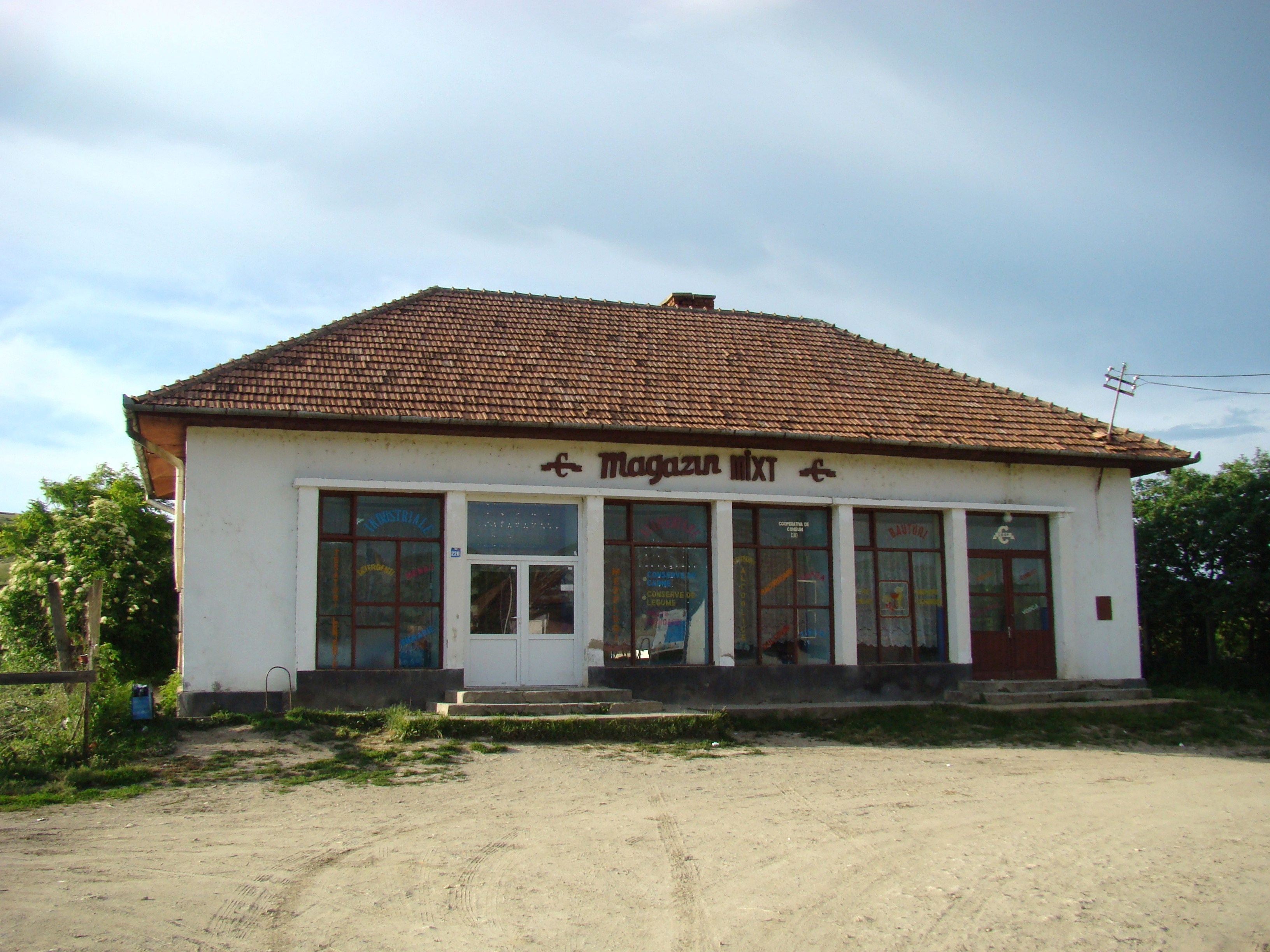
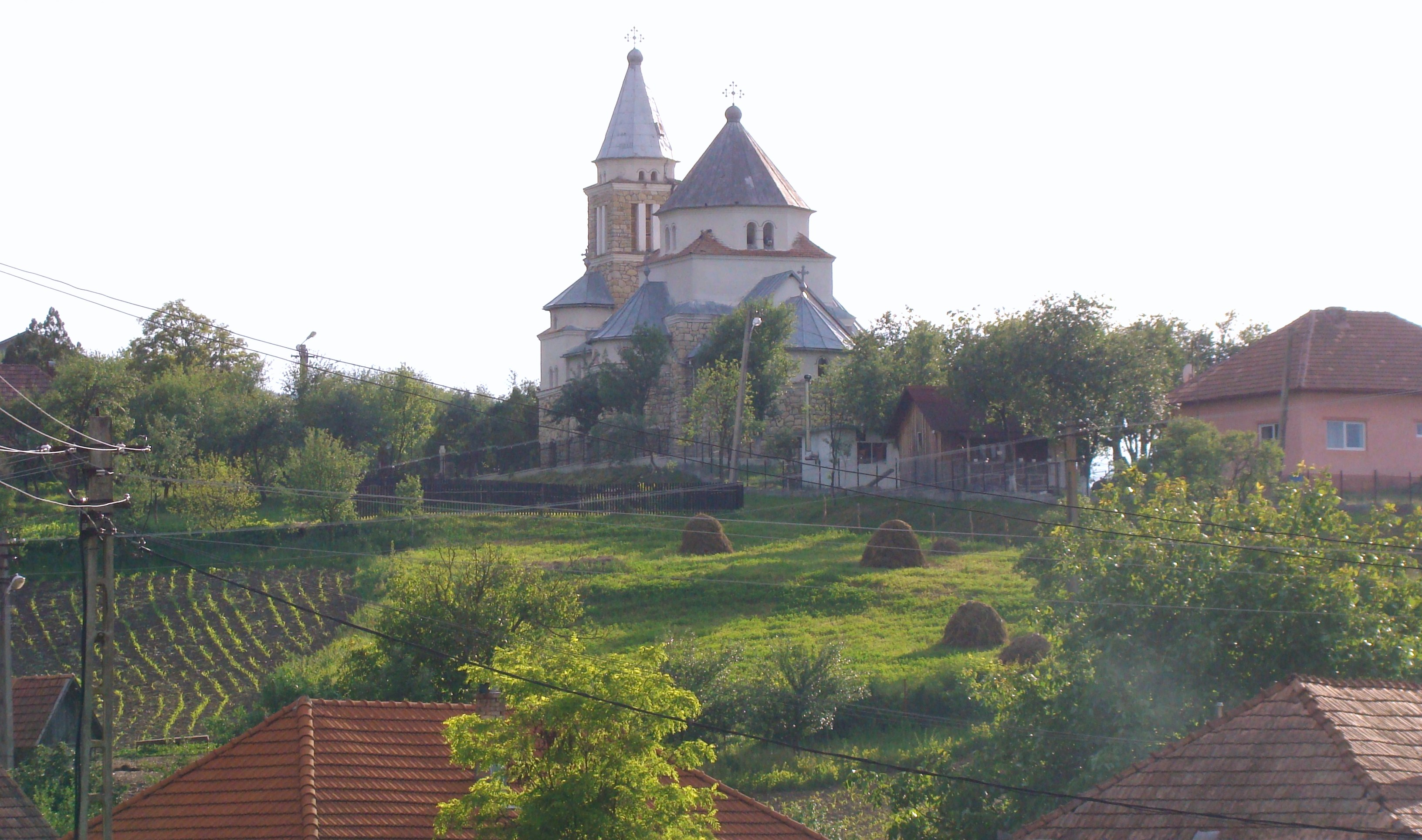
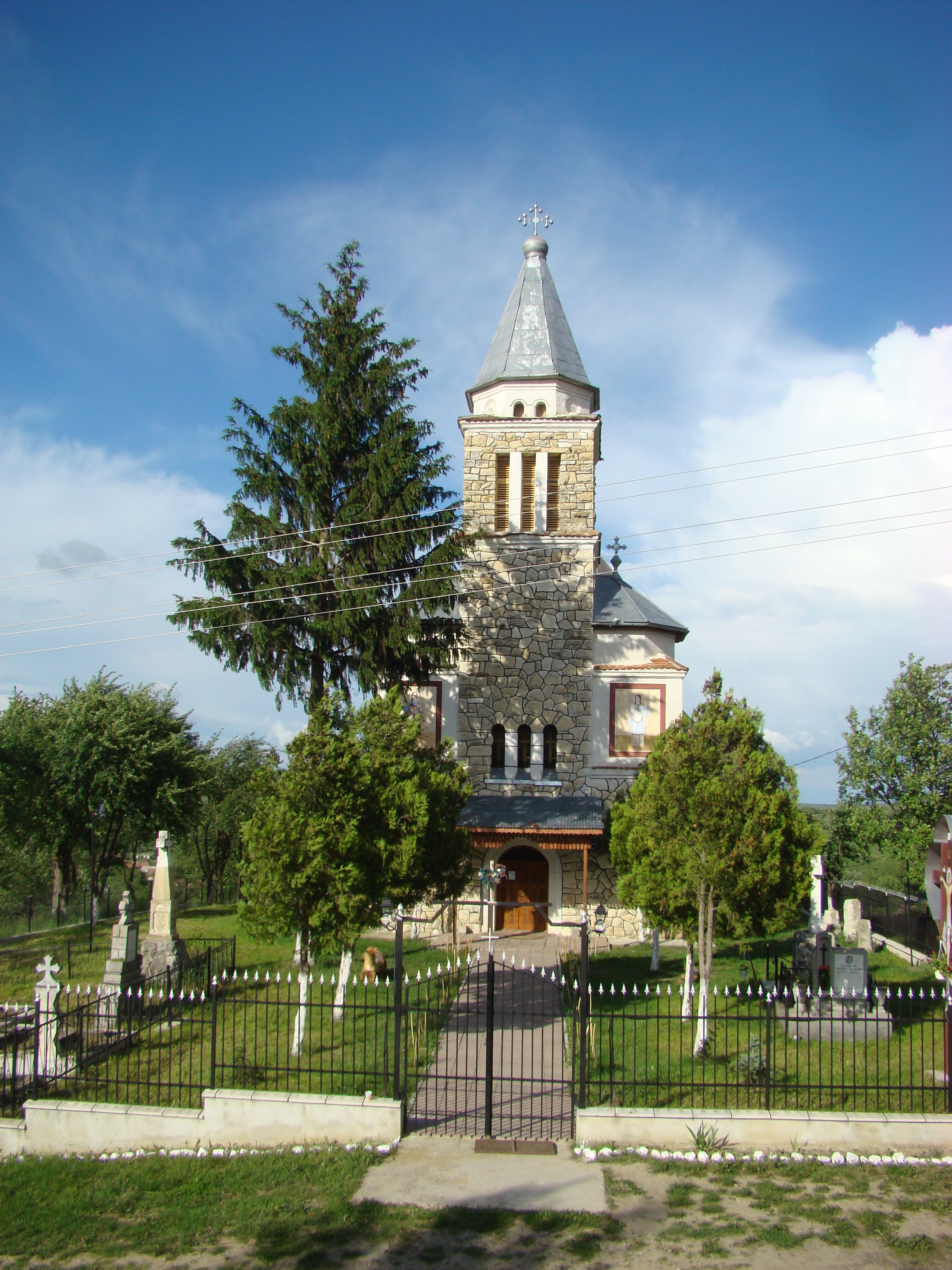
Biserica „Sfinții Arhangheli Mihail și Gavriil” (monument istoric)
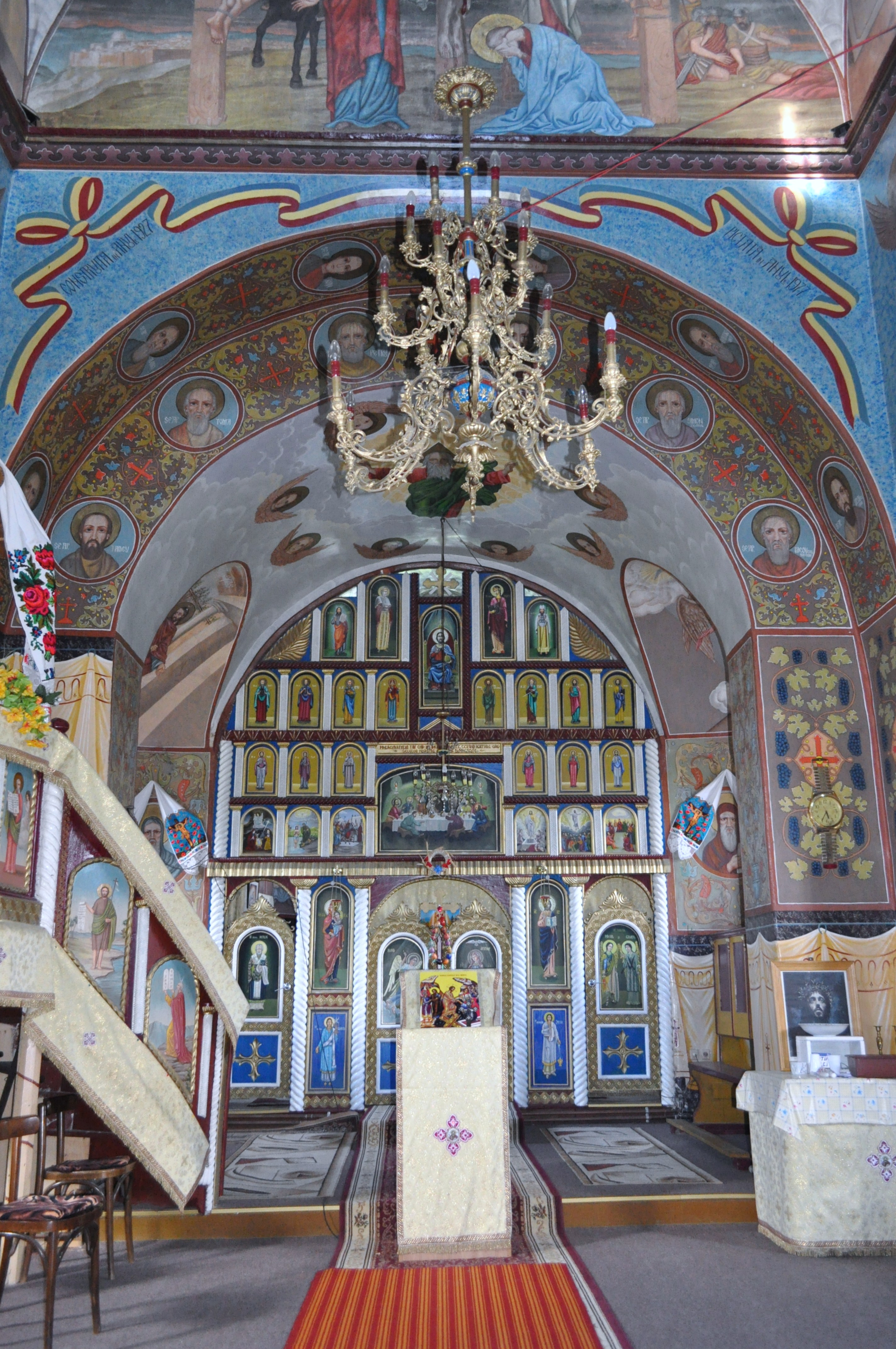
Biserica „Sfinții Arhangheli Mihail și Gavriil” (interior)
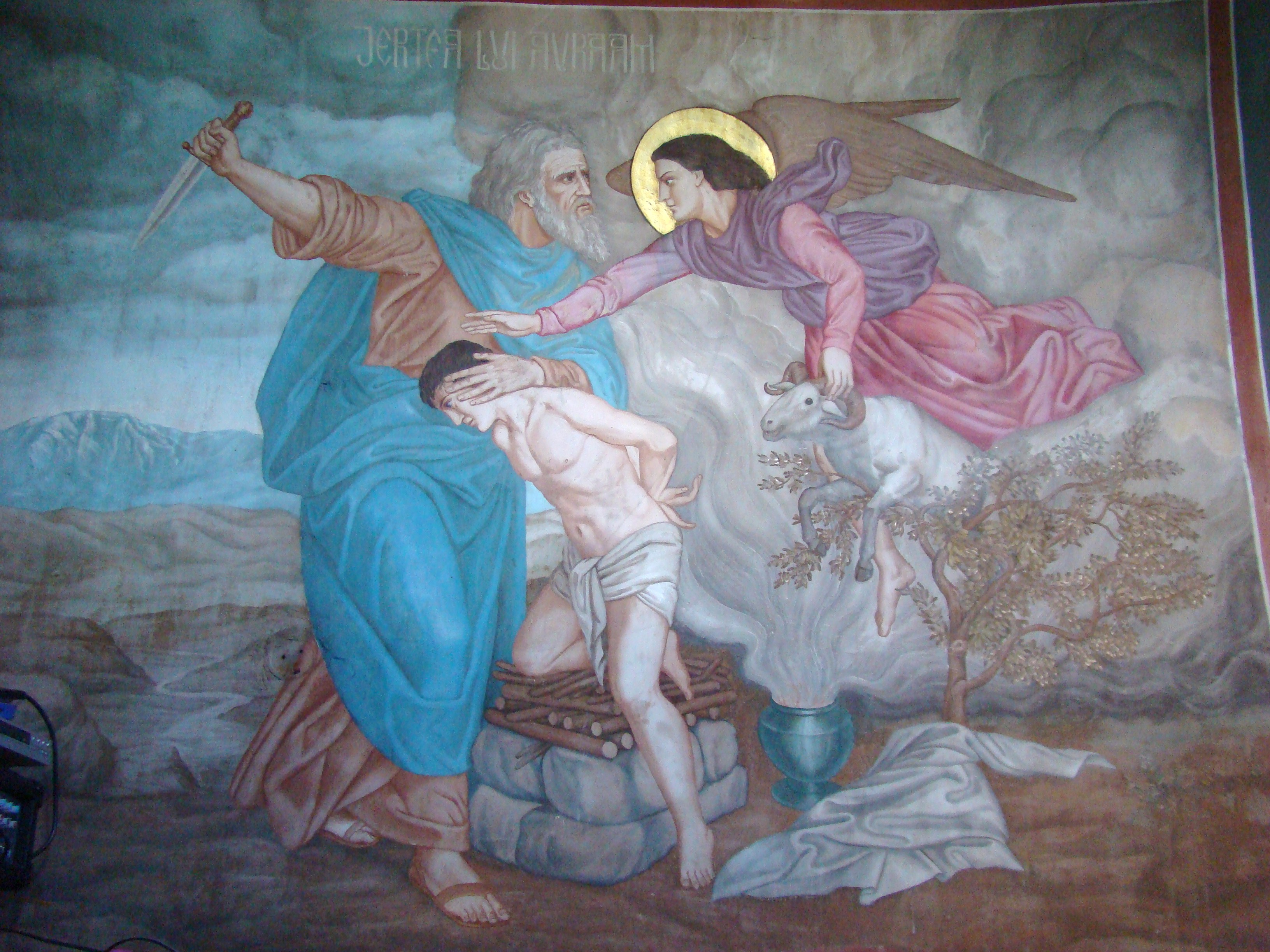
Biserica „Sfinții Arhangheli Mihail și Gavriil” (pictura parietală)
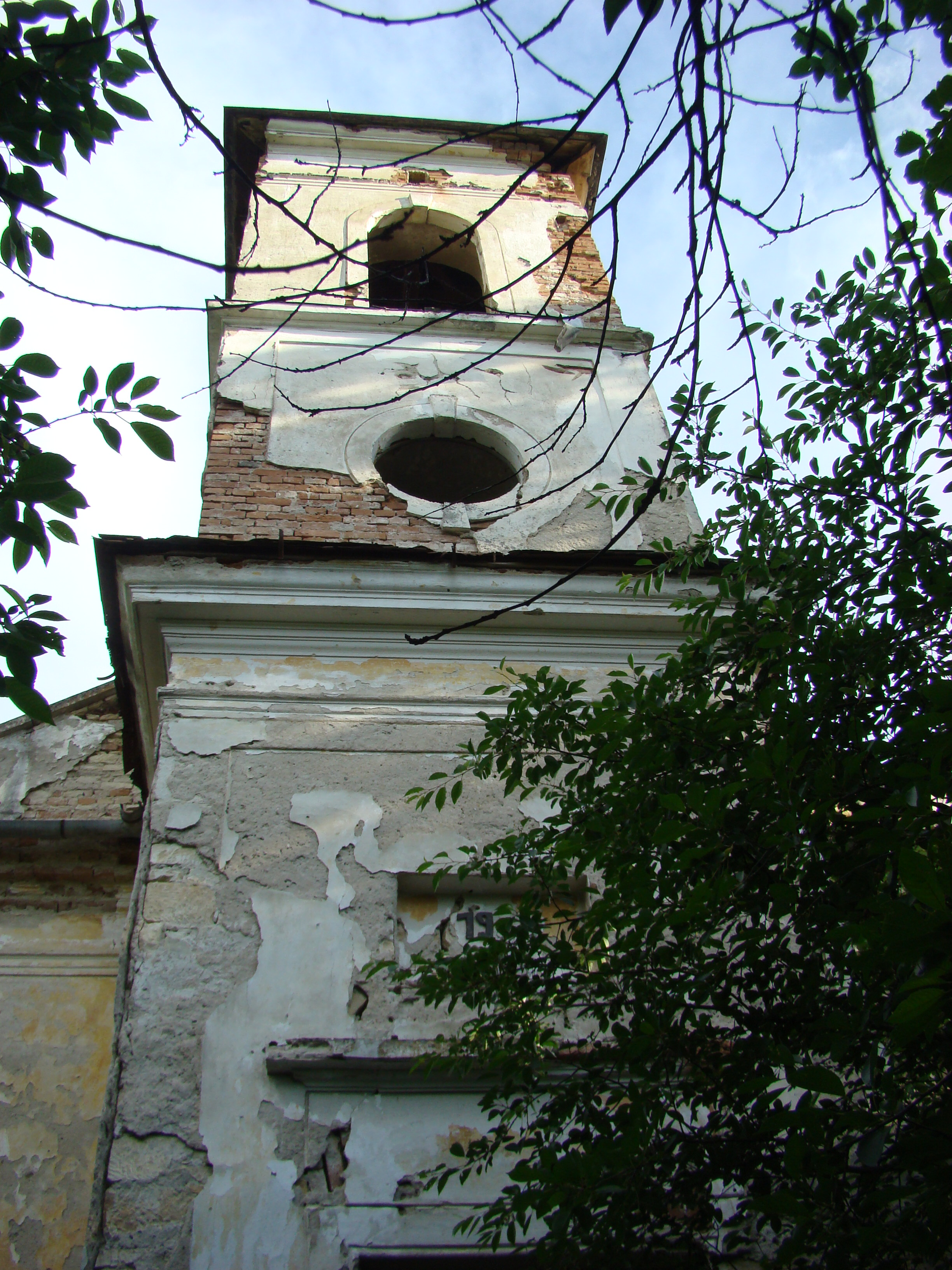
Biserica reformată, în paragină și înconjurată de vegetație
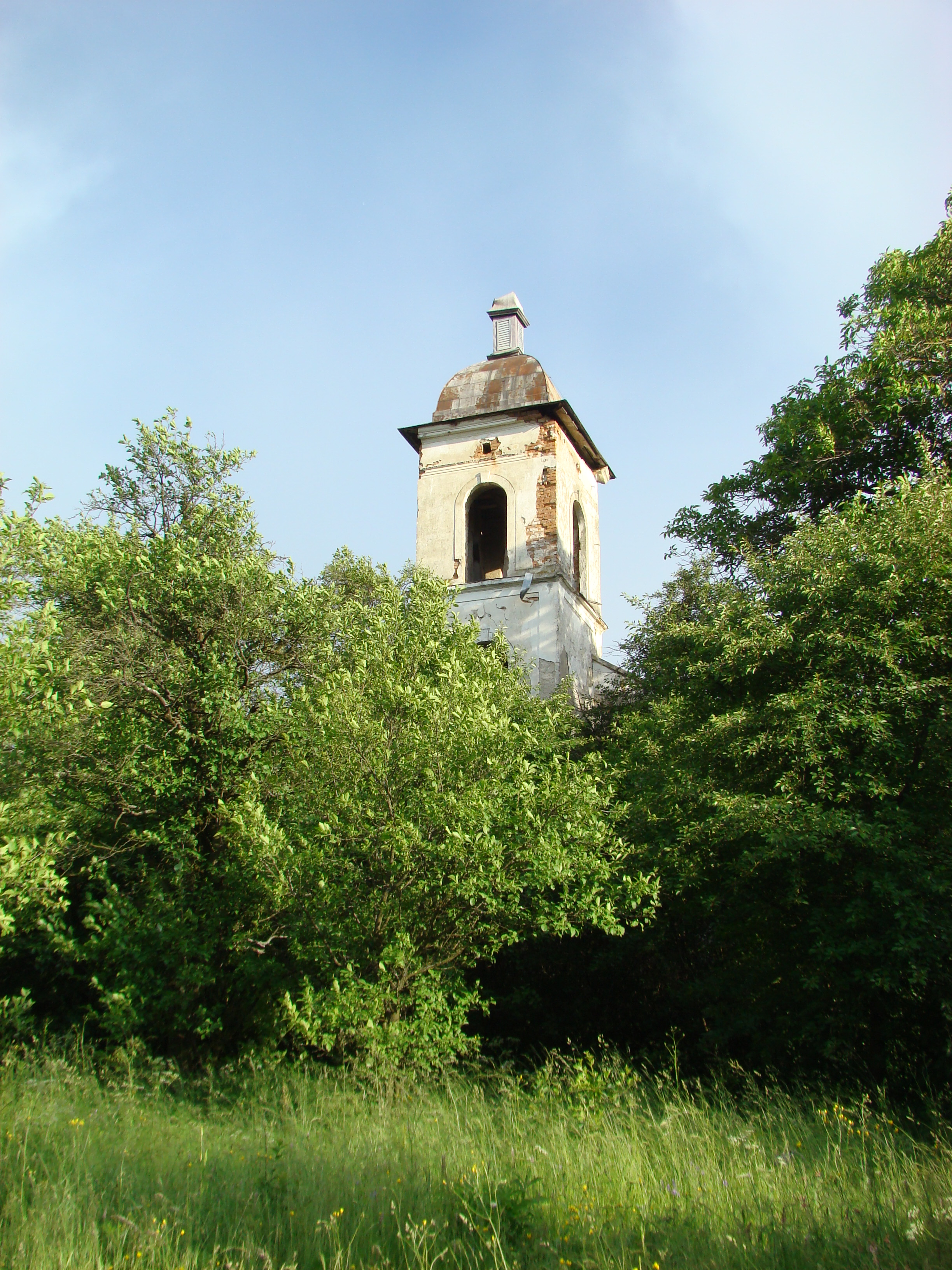
Biserica reformată, în paragină și înconjurată de vegetație
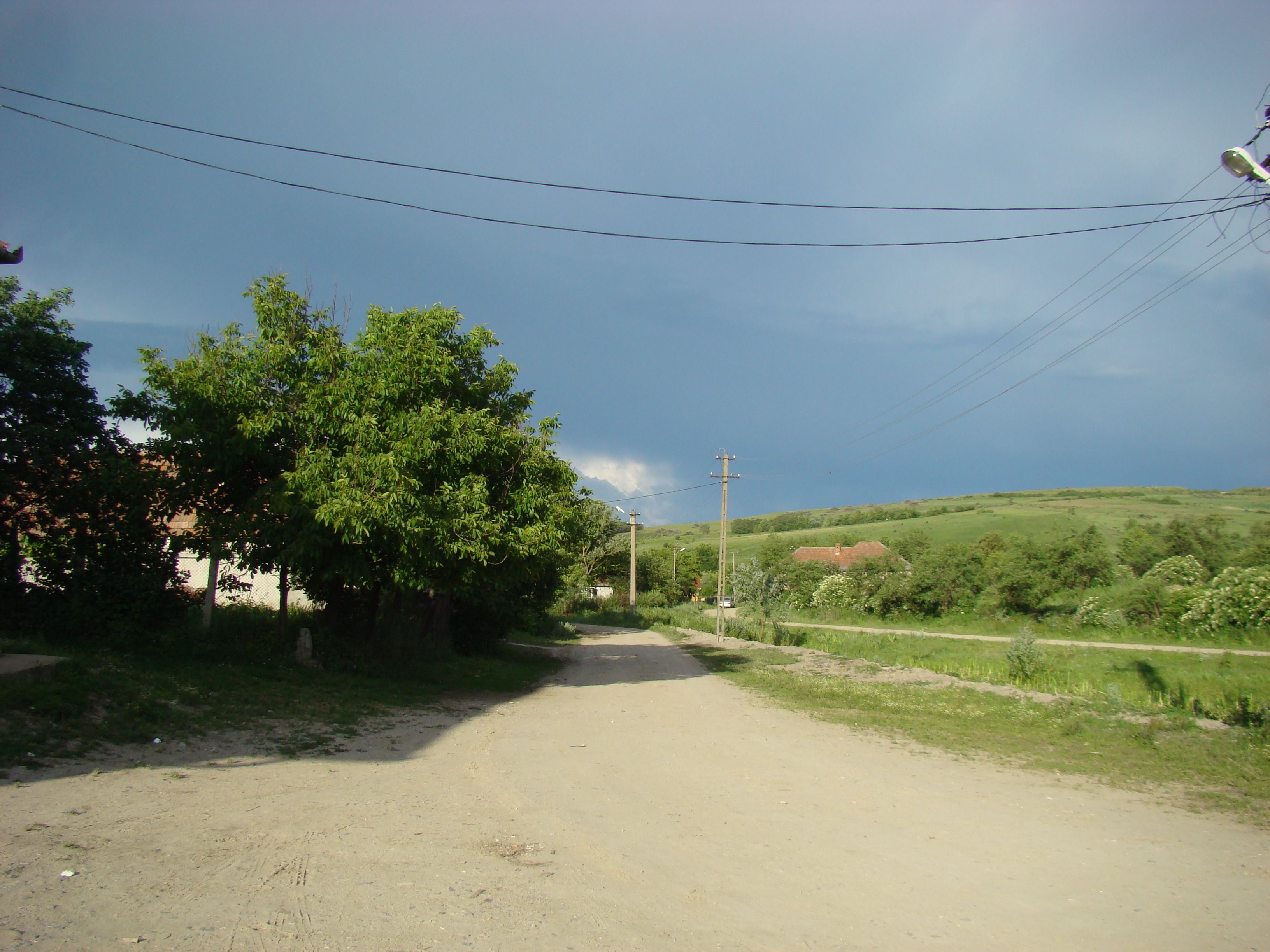
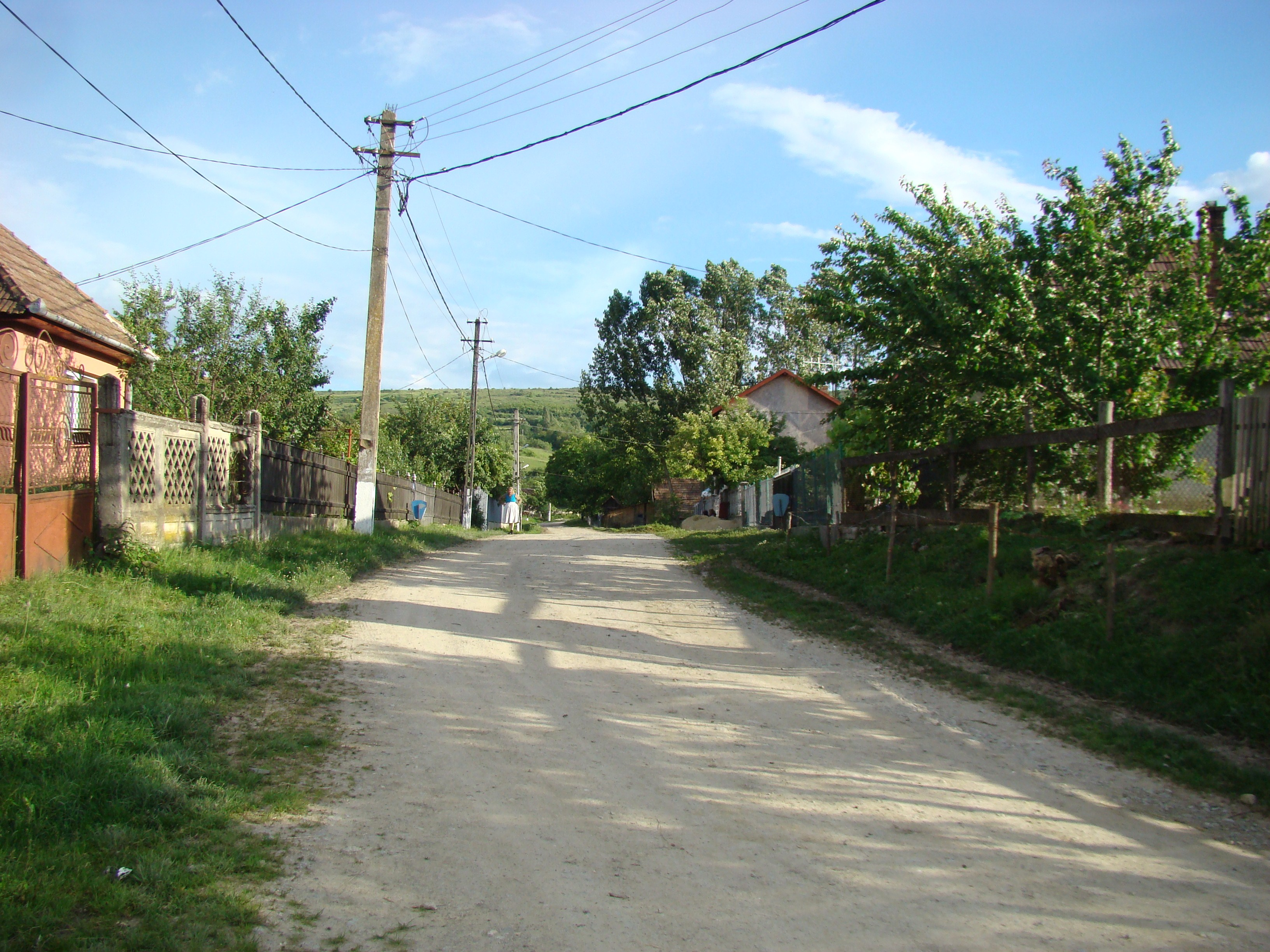
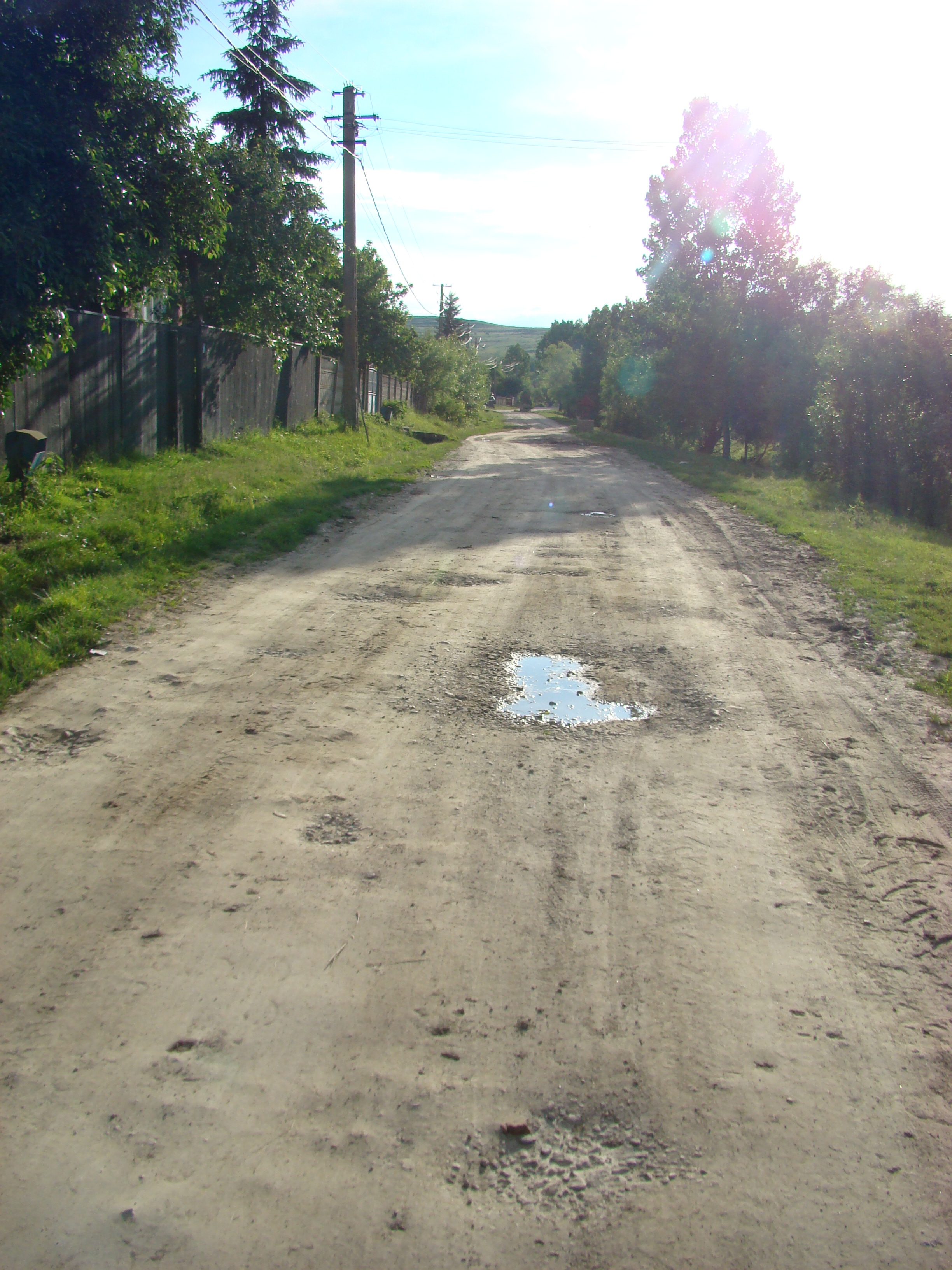
Ulița Mare
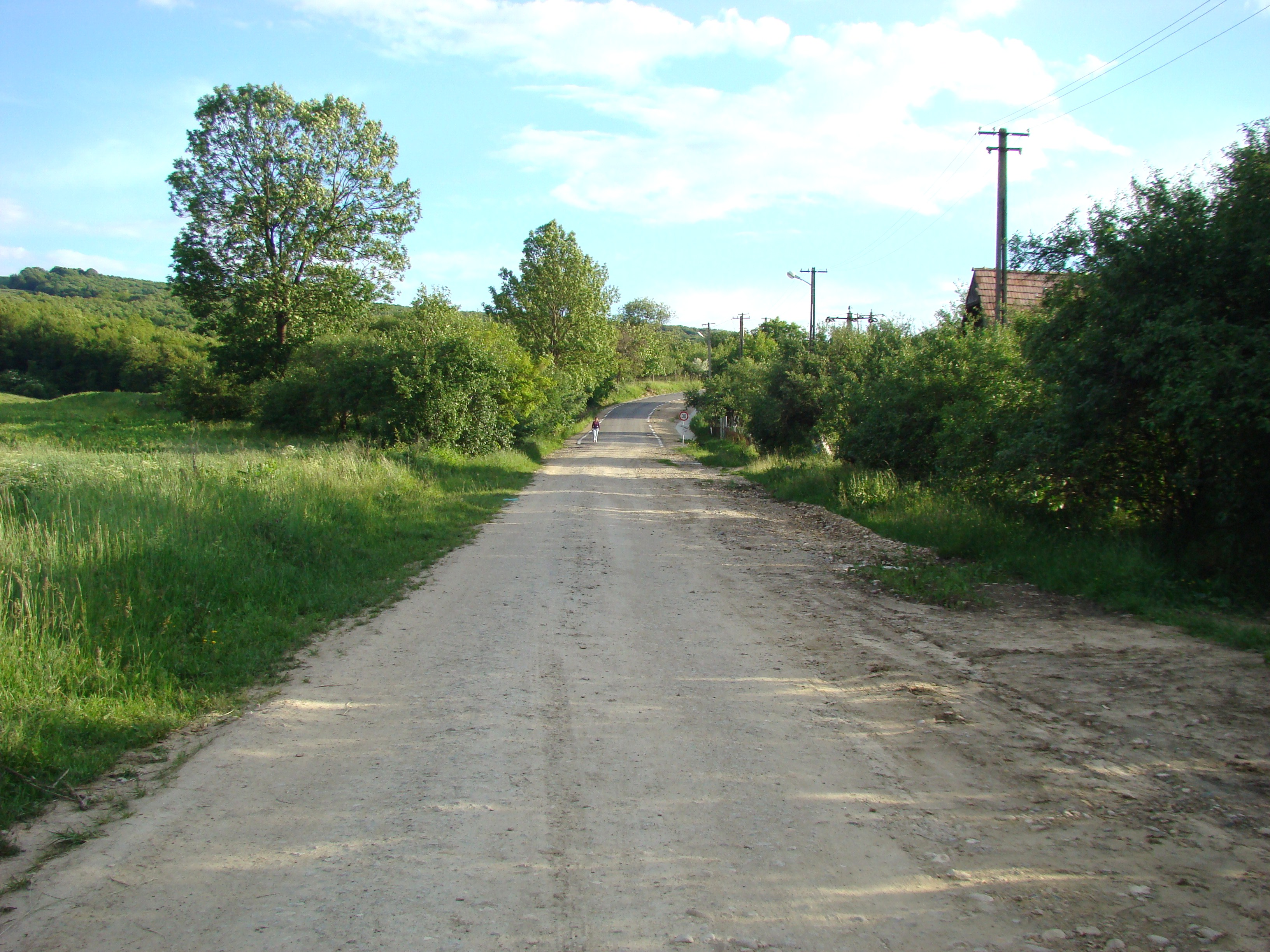
Drumul Feiurdeni-Pădureni